# Stazione di Yamato

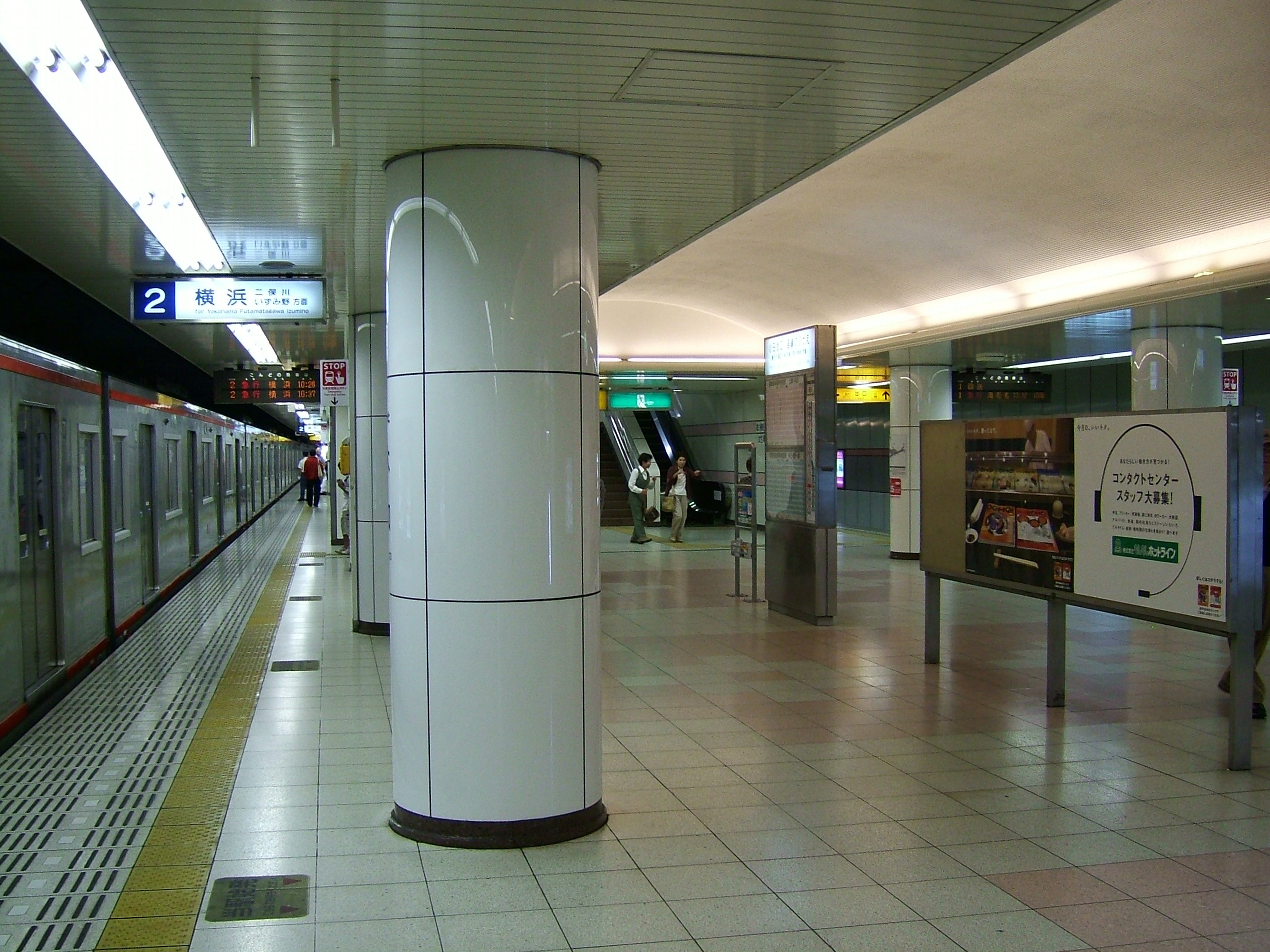
Vista di una banchina della linea Sagami principale

La stazione di Yamato (大和駅?, Yamato-eki) è una stazione ferroviaria di interscambio situata nella città di Yamato, nella prefettura di Kanagawa, in Giappone, ed è servita dalla linea Odakyū Enoshima delle Ferrovie Odakyū, e dalla linea Sagami principale delle Ferrovie Sagami.

## Linee
Ferrovie Odakyū
● Linea Odakyū Enoshima
 Ferrovie Sagami
■■ Linea Sagami principale

## Struttura
La stazione è costituita da un grande fabbricato viaggiatori che ospita entrambe le due linee, che qui si incrociano. I mezzanini, le biglietterie e i binari sono separati per ciascuna delle due linee.

### Stazione Odakyū
La stazione è dotata di due marciapiedi a isola con quattro binari passanti su viadotto. Presso questa stazione fermano tutte le tipologie di treno.
| 1-2 | ● Linea Odakyū Enoshima | per Fujisawa e Katase-Enoshima           |
| 3-4 | ● Linea Odakyū Enoshima | per Sagami-Ōno, Shinjuku e linea Chiyoda |

### Stazione Sōtetsu
I treni della linea Sagami passano in sotterranea, con una banchina a isola servente due binari passanti. In origine la linea passava in superficie, ma è stata interrata nel 1993 per risolvere problemi legati al traffico attorno ai passaggi a livello.
| 1 | ■ Linea Sagami principale | per Ebina                            |
| 2 | ■ Linea Sagami principale | per Futamatagawa, Yokohama e Izumino |

## Stazioni adiacenti
| «                       | Servizio              | »                     |
| Linea Odakyū Enoshima   | Linea Odakyū Enoshima | Linea Odakyū Enoshima |
| ----------------------- | --------------------- | --------------------- |
| Tsuruma                 | Locale                | Sakuragaoka           |
| Minami-Rinkan           | Espresso              | Chōgo                 |
| Chūō-Rinkan             | Espresso Rapido       | Shōnandai             |
| Linea Sagami principale |                       |                       |
| Seya                    | Locale Espresso       | Sagami-Ōtsuka         |